# Същински пчели
Същинските пчели (Apidae) са семейство жилещи насекоми от разред ципокрили. Основното им свойство е да опрашват растенията (някои видове цветя) и да създават пчелен мед. Най-известният вид, който създава мед и восък, е медоносната пчела.

## Особености
Пчелите играят ключова роля в различните екосистеми, поддържат биоразнообразието и допринасят за размножаването на хиляди видове растения. Срещат се навсякъде по света с изключение на Антарктида.

## Класификация
- Род Земни пчели
- Род Медоносни пчели
- Род Дърводелски пчели
- Род Безжилни пчели
- Род Euglossa
- Род Номада
- Род Кератина